# هجوم القابون (2017)
كان هجوم القابون (2017) عملية عسكرية للجيش العربي السوري في ضواحي دمشق ضد قوات المعارضة خلال الحرب الأهلية السورية. وكان هدفها المنشود هو الاستيلاء على ضاحيتي دمشق القابون و‌برزة من المعارضة الذين تقودهم هيئة تحرير الشام (هتش).

## خلفية
في 2014، توصلت الأحياء التي تسيطر عليها المعارضة في القابون وبرزة وتشرين إلى هدنة رسمية أو شبه رسمية مع القوات الحكومية، بما في ذلك بعض التوفير الحكومي لبعض وسائل الراحة (الكهرباء والماء) والقوات المعارضة التي تسمح بالوصول إلى طريق إستراتيجي عبر برزة وإلى مستشفى تشرين العسكري. بيد أنه بعد انتصار الحكومة في شرق حلب في أواخر 2016، حولت قواتها اهتمامها إلى ضواحي دمشق، واستهدفت على سبيل المثال وادي بردى، وسعت بصفة خاصة إلى الانتقال إلى الغوطة الشرقية. وفي هذا السياق، شنت القوات الحكومية هجومها على القابون والضواحي الشرقية الأخرى.

## الهجوم

### القصف الأولي بالمدفعية والمفاوضات
ابتداءًا من 18 فبراير،
أطلق الجيش العربي السوري صواريخ أرض-أرض من نوع الفيل ونيران مدفعية ثقيلة على مواقع المعارضة في المنطقة. وعلى الفور تقريبًا، بدأت المفاوضات بين الحكومة وممثلي المنطقة من أجل استسلام المعارضة. ولم يبدأ بعد هجوم بري. وفي أعقاب رفض المعارضة الاستسلام، استؤنف قصف الجيش لمواقعهم في 24 فبراير.

### الهجوم البري
في 26 فبراير، بدأ الهجوم البري، حيث أفادت التقارير بأن الجيش استولى على أغلبية المنطقة الزراعية الواقعة بين القابون وبرزة. وبعد ذلك، بدأت حملة مدفعية لمدة أسبوع.
وفي أعقاب القصف المدفعي الذي تم في 5 مارس، تقدم لواءان من جناحين واجتاحا منطقة البساتين بأكملها بين منطقتي حرستا والقابون، ووصلا إلى أول المناطق السكنية في القابون. وفي اليوم نفسه، قصفت المعارضة المناطق المحيطة التي كانت في حوزة الحكومة. وفي اليوم التالي، ووفقًا لما ذكره الجيش، طرح عرض استسلام جديد على المعارضة، الذي رفض مرة أخرى واستمرت العمليات العسكرية.
وفي 10 مارس، هاجم الجيش القابون من الغرب وتقدم 700 مترًا. وأبلغوا عن الاستيلاء على العديد من كتل البناء ومستودع للأسلحة، فضلًا عن الوصول إلى وسط الضاحية. وبعد ذلك بيومين، أفادت التقارير أن القوات الحكومية استولت على سجن للجيش السوري الحر في مشارف القابون، حيث استولت أيضًا على الطريق بين القابون وبرزة، مما جعلهم قريبين من قطع الصلة بين المنطقتين.
وفي 13 مارس، أفادت التقارير بأن القوات الحكومية استولت على ثلاثة مساجد في شمال شرق القابون وعلى معظم المناطق المحيطة بمسجد رابع في جنوب شرق الحي. وبعد أربعة أيام، اعتدى الجيش على مصنع للألبان في القابون وبعد عدة ساعات من القتال أمنه وكذلك بعض النقاط الأخرى في الضاحية. وفي 18 مارس، أفاد الجيش السوري بأنه تسلل إلى دفاعات المعارضة في القابون واستولى على مقر لواء تابع للجيش السوري الحر.

### هجوم المعارضة من جوبر

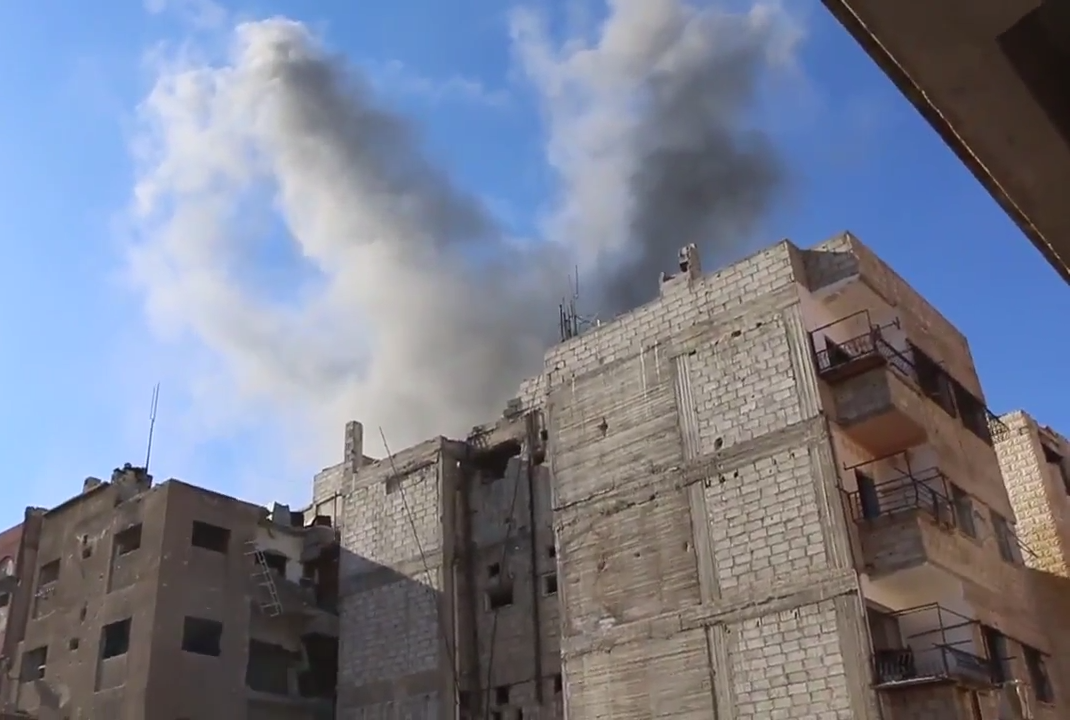
الدخان يرتفع من مبنى في جوبر بعد إصابته بقنبلة خلال هجوم المعارضة المضاد.

في 19 مارس، شنت قوات المعارضة من خارج جيبي القابون وبرزة هجومًا لتخفيف الضغط على المعارضة المحاصرين بربط منطقة جوبر بالقابون وبرزة. وشمل هجوم المعارضة مقاتلي تحرير الشام والجيش الحر و‌فيلق الرحمن التابع للجيش الحر. وشنت المعارضة من داخل جوبر الهجوم على مواقع الجيش بالقرب من جبهة القابون، حيث تركز القتال على محور كراش–جوبر. والمنطقة المحددة التي استهدفتها المعارضة هي منطقة العباسيين. وخلال اليوم، استولى مقاتلو المعارضة على عدة مبان قبل أن تتقدم إلى منطقة ساحة العباسيين – وهي المرة الأولى خلال سنتين التي تقدمت فيها المعارضة بشدة بالقرب من مركز العاصمة. وقد أرسل مقاتلي تحرير الشام مفجرين انتحاريين بالسيارات (جهاز متفجر مرتجل محمول على مركبة)، وبعد ذلك فجرت قنبلة نفق. وتسللت المعارضة أيضًا إلى مواقع الجيش من خلال الأنفاق في منتصف الليل. وكانت المعارضة قد قصفت وسط دمشق خلال الهجوم. وقد كسر حصار القابون مؤقتًا، بعد انسحاب الجيش السوري من بضع نقاط لتجنب التعرض للهزيمة من قبل المعارضة. وتمكنت المعارضة من الاستيلاء على العديد من المواقع والمباني الصناعية. ولكن بعد ذلك بوقت قصير شن الجيش هجومًا مضادًا شمل 37 ضربة جوية. وخلال الهجوم المضاد، استعاد الجيش مرفقًا كهربائيًا وسار باتجاه ورشة مرسيدس. واستمرت المصادمات العنيفة خلال الليل في كراج العباسيين الإستراتيجي الذي استعاد الجيش السيطرة عليه في نهاية المطاف. وخلال اليوم، سجل المرصد السوري لحقوق الإنسان مقتل 26 مقاتل من المعارضة وجهاديًا.
وفي مطلع 20 مارس، كان الجيش السوري قد عكس جميع مكاسب المعارضة، أو على الأقل معظمها، بعد 16 ساعة من القتال الضاري. وأفادت التقارير أن المعارضة استمرت في الاحتفاظ بنقاط عديدة في منطقة صناعية. ووفقًا لما ذكره الجيش فإن 72 جنديًا و80 إلى 100 من مقاتلي المعارضة لقوا مصرعهم، وكان الأول بسبب التفجيرات الانتحارية. وذكرت المجموعة الناشطة المؤيدة للمعارضة المرصد السوري لحقوق الإنسان أن 38 جنديًا و34 مقاتلًا من المعارضة قتلوا. وبوجه عام، أطلقت القوات الحكومية أكثر من 400 قذيفة مدفعية وصواريخ، فضلًا عن أكثر من 80 ضربة جوية خلال القتال العنيف.
وفي 21 مارس، بدأت المعارضة هجومًا جديدًا أطلقت فيه هجمة انتحارية بجهاز متفجر مرتجل محمول على مركبة. وقد أحبط الهجوم الانتحاري قبل أن يصل إلى هدفه، بيد أن المعارضة تمكنت من كسر دفاعات الجيش والاستيلاء مرة أخرى على مصنع النسيج بعد ساعتين من المصادمات. وفي وقت لاحق، بدأ الجيش السوري بدعم من قوات الدفاع الوطني هجومًا مضادًا جديدًا تم صده في البداية. وعلى الرغم من ذلك، أدى هجوم الجيش الذي وقع في وقت لاحق، والذي انطوى علي تفجير نفق لمواقع المعارضة، إلى استعادة الجيش لمصنع النسيج إلى جانب عدة مبان حيث اضطرت المعارضة إلى التقهقر شرقًا. وأعلن الجيش أن جميع المكاسب التي حققتها المعارضة قد انعكست بالكامل بحلول 24 مارس.

### استئناف عمليات الجيش في القابون وبرزة

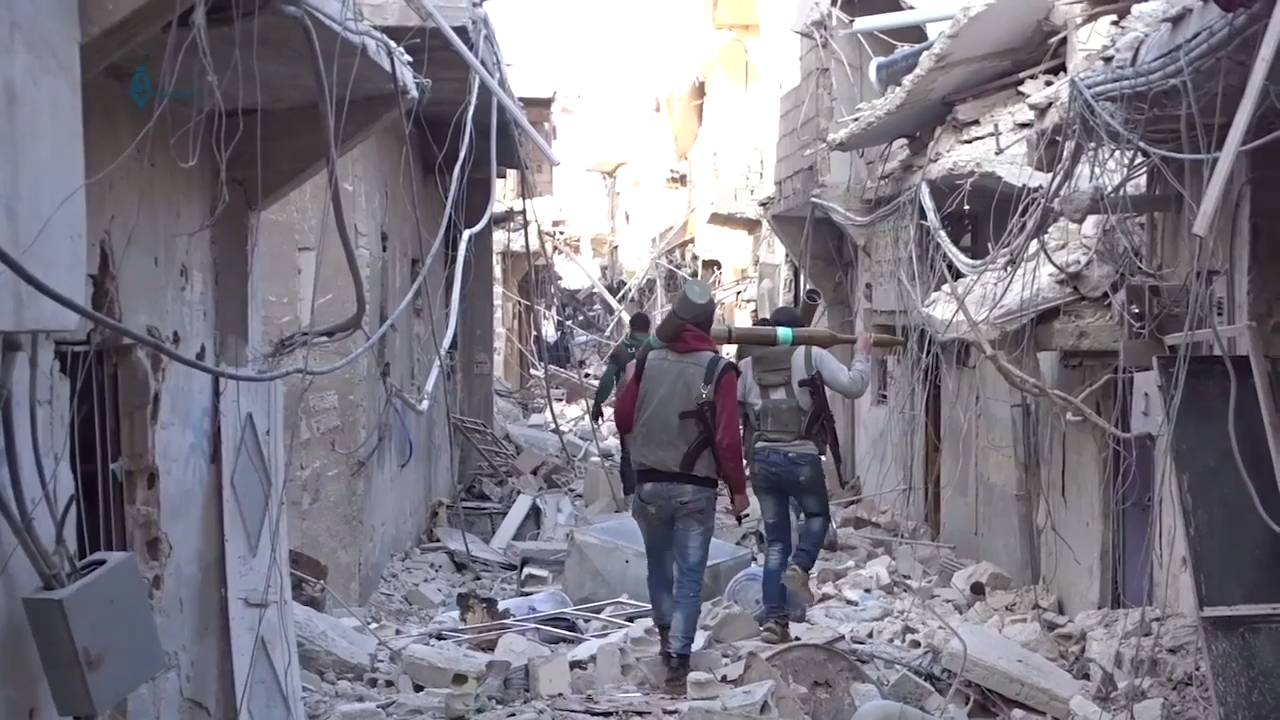
معارضون يمشون في شارع مدمر في القابون.

في نهاية مارس، استولى اللواء 105 التابع للحرس الجمهوري على نحو 10 مبان في الجزء الشمالي الغربي من جوبر. وفي بداية أبريل، تم تجديد عمليات الجيش في القابون وأفيد أن القوات الحكومية استولت على خمس بنايات في الجزء الجنوبي الشرقي من المنطقة في يوم واحد. كما اكتشفوا ثلاثة أنفاق للمعارضة، وكان أحدهم واسعًا بما يكفي لاحتواء المركبات.
وفي 3 أبريل، أحرزت القوات الحكومية تقدمًا كبيرًا في كل من القابون وبرزة، واستولت على جزء كبير من شارع سوق التهريب في القابون، فضلًا عن معظم برزة. غير أن هجومًا مضادًا للمعارضة لاحقًا استعاد جميع الأراضي المفقودة في برزة. ومع ذلك، تمكن الجيش من الاستيلاء على شارع الحافظ، وهو شريان إستراتيجي بين القابون وبرزة، وبالتالي محاصرًا برزة. وفي الأيام التالية، استمر القتال في منطقة تشرين في القابون، وكذلك على طول شارع سوق التهريب.
وبعد ذلك بأسبوع، أحرز الجيش تقدمًا في مشارف القابون في مزارع البعلة. بالإضافة إلى ذلك، استولى الجيش في 12 أبريل على نفق إستراتيجي للمعارضة في القابون استخدم لإعادة التموين. وحدث مزيد من التقدم في 17 أبريل، عندما استولى العسكريون على ما لا يقل عن 15 قطعة من كتل البناء في القابون. وفي 18 أبريل، أفادت التقارير بأن الجيش السوري استولى على سجن للمعارضة في القابون وأطلق سراح 34 سجينًا احتجزتهم المعارضة. وبعد ذلك بخمسة أيام، شهدت القوات العسكرية الاستيلاء على مرافق شركة القابون للطاقة وعلى جامع الحسين.

### انشقاق المعارضة والاقتتال الداخلي؛ استسلام القابون وبرزة

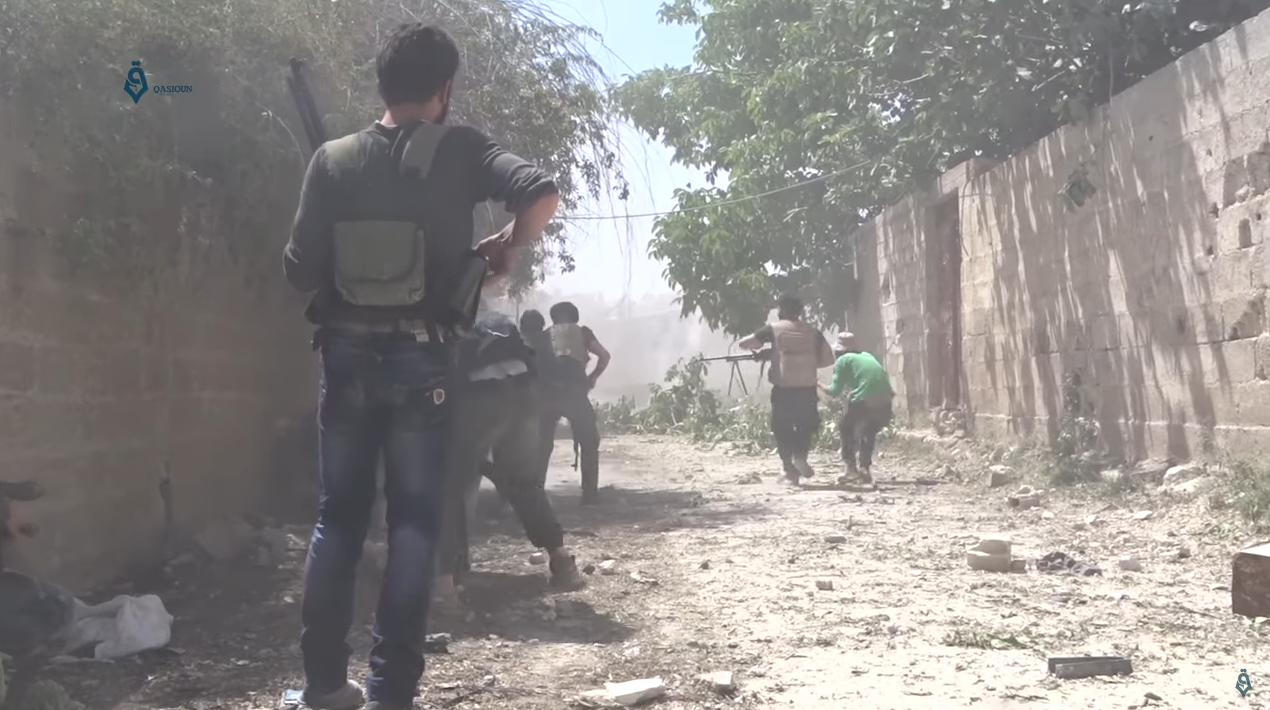
قوات المعارضة أثناء القتال في القابون.

في 28 أبريل، اندلع قتال مكثف بين الفصائل في الغوطة الشرقية، حيث اعتدى مقاتلو جيش الإسلام على قوات تحرير الشام وفيلق الرحمن. وادعى جيش الإسلام أن ذلك حدث بسبب قيام هذه الجماعات المعارضة بمنع قوافلها من التعزيز في ضاحية القابون. وبالتزامن مع ذلك، تقدم الجيش مرة أخرى في القابون.
ومع استمرار النزاع بين المعارضة في مايو، أفادت الأنباء أن القوات الحكومية اخترقت خط الدفاع الأخير للمعارضة في القسم الجنوبي الشرقي من القابون، واستولت على عدد كبير من كتل البناء. وفي 7 مايو، كان الجيش لا يزال يتقدم في القابون عندما أوقف العسكريون عملياته بعد أن وافقت المعارضة على الاستسلام والبدء في التفاوض لإخلاء المنطقة. وفي الوقت نفسه، أعلن أيضًا عن اتفاق لنقل المعارضين من برزة. وفي 8 مايو، بدأ إخلاء برزة، حيث من المقرر أن يغادر 1,500 من المعارضين وأفراد أسرهم خلال اليوم. ومن المتوقع أن يتم نقل المزيد في الأيام القادمة.

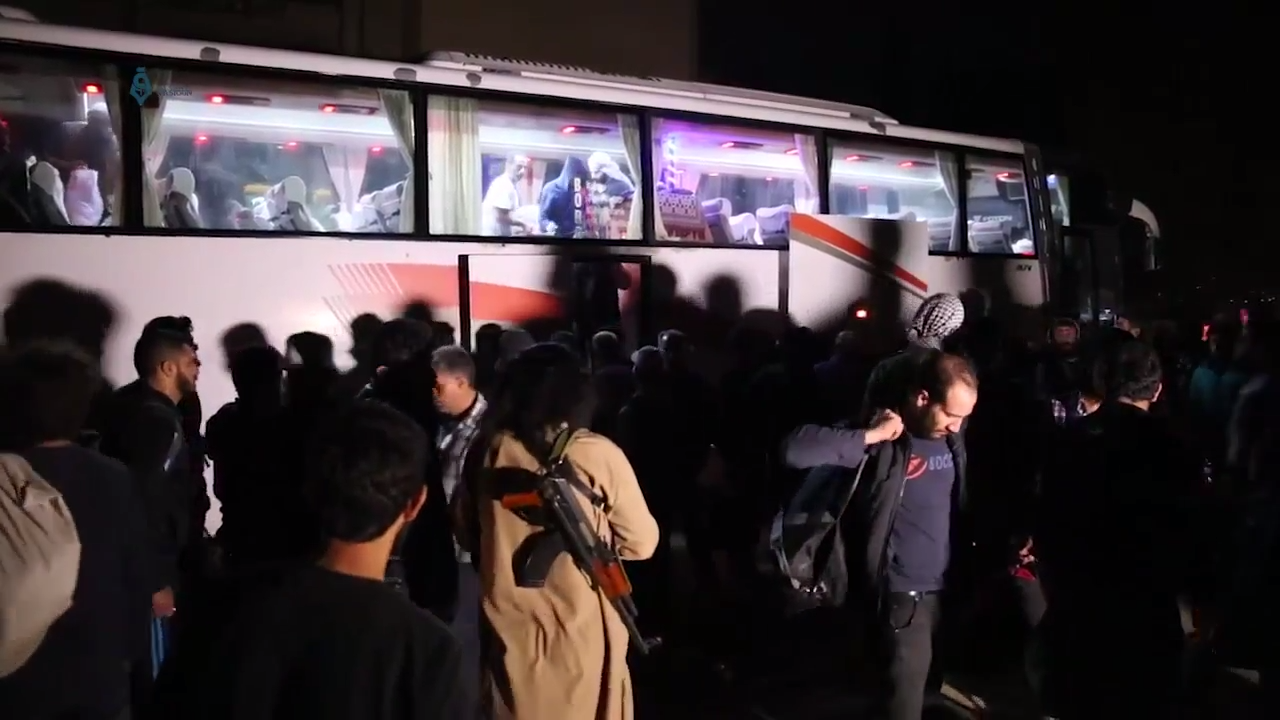
معارضون من برزة وتشرين يصلون إلى قلعة المضيق.

غير أن بعض مقاتلي تحرير الشام رفضوا في 10 مايو الإخلاء واصفين ذلك بأنه «تهجير قسري» وأمطروا بدلًا من ذلك مواقع الجيش السوري في دمشق بالصواريخ. وردًا على ذلك، شن الجيش هجومًا على مناطق القابون التي كانت الجماعة المعارضة تسيطر عليها، مما أسفر عن السيطرة على 27 مبنى بالقرب من جامع التقوى. وفي الوقت نفسه، استمرت المفاوضات بشأن القابون، بينما أوقفت عمليات إجلاء برزة بعد أن لم تفرج الحكومة عن 300 محتجزًا وفقًا لاتفاق الإجلاء. ومع ذلك، وفي 12 مايو، وبعد أن وعدت الحكومة بإطلاق سراح المحتجزين، كانت الاستعدادات جارية لنقل الدفعة الثانية من المعارضين من برزة في ذلك الصباح. وتم أيضًا التوصل إلى اتفاق جديد لإجلاء المعارضين وأفراد أسرهم من حي تشرين. وبحلول نهاية اليوم، تم إجلاء حوالي 700 من المعارضين وأفراد أسرهم من برزة، في حين قامت عدة حافلات أيضًا بأجلاء أشخاص من تشرين.
وفي 13 مايو، ذكر الجيش أنه استولى بالكامل على القابون، في حين أفاد المرصد السوري لحقوق الإنسان بأن أجزاء من المنطقة ما زالت خاضعة للمعارضة. وفي وقت لاحق من اليوم، توقفت العمليات العسكرية مرة أخرى مع الإعلان عن صفقة إجلاء. وفي اليوم التالي، نقل ما بين 1,500 و2،400 من المعارضين وأفراد أسرهم من القابون. ومع انسحاب المعارضة، دمر الجيش عددًا من الأنفاق الكبيرة التي كانت تربط القابون بالمناطق المجاورة الأخرى التي تخضع للمعارضة. وكان أحدهم في عمق 10 أمتار، بينما كان آخر «عرض سيارتين»، وفقًا لما ذكره جندي. وعلى العموم، اكتشف الجيش أكثر من 10 أنفاق خلال الهجوم ومن المتوقع أن يحدد مكان المزيد. وفي 15 مايو، غادر المعارضون وأفراد أسرهم المتبقون البالغ عددهم 1,300 القابون، تاركين المنطقة تحت سيطرة الحكومة.
وفي 29 مايو، نقلت آخر مجموعة من المسلحين وأفراد أسرهم من ضاحية برزة في شرق دمشق إلى محافظة إدلب، وفقًا للاتفاق المبرم بين الحكومة والمعارضة.